# Старково (Раменский район)
Старково — деревня в Раменском районе Московской области, входит в сельское поселение Сафоновское. Население — 484 чел. (2010). Родина Героя Советского Союза И. Г. Кузьминова.

## География

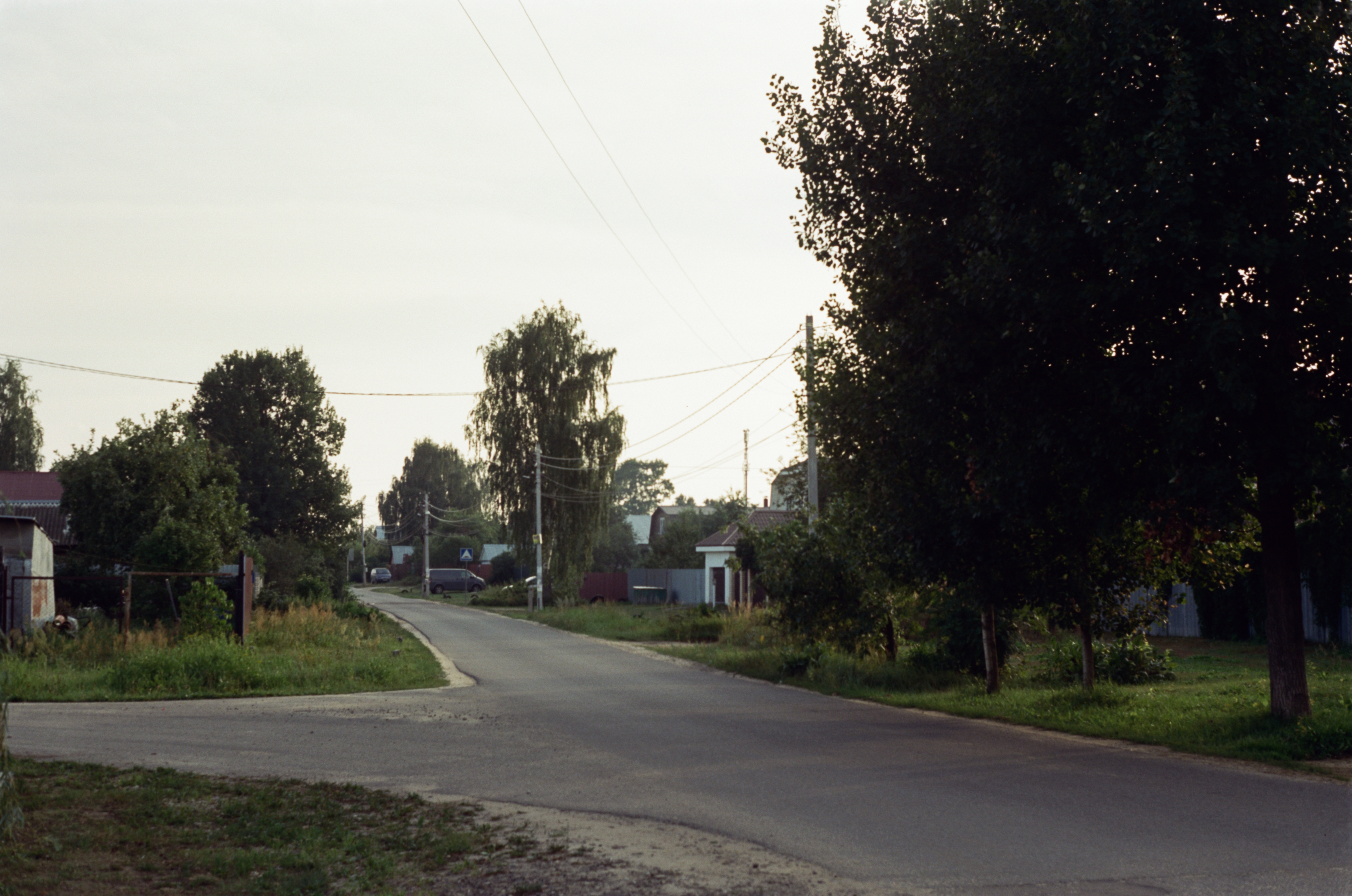
Главная улица в Старково (2021)

Находится на расстоянии около 7 км от центра города Раменское на дороге к рыбхозу Гжелка. В Старково с 1998 года действует небольшой консервный завод, в 2021 году мясные консервы его производства поставляются в сеть Fix Price.

## История

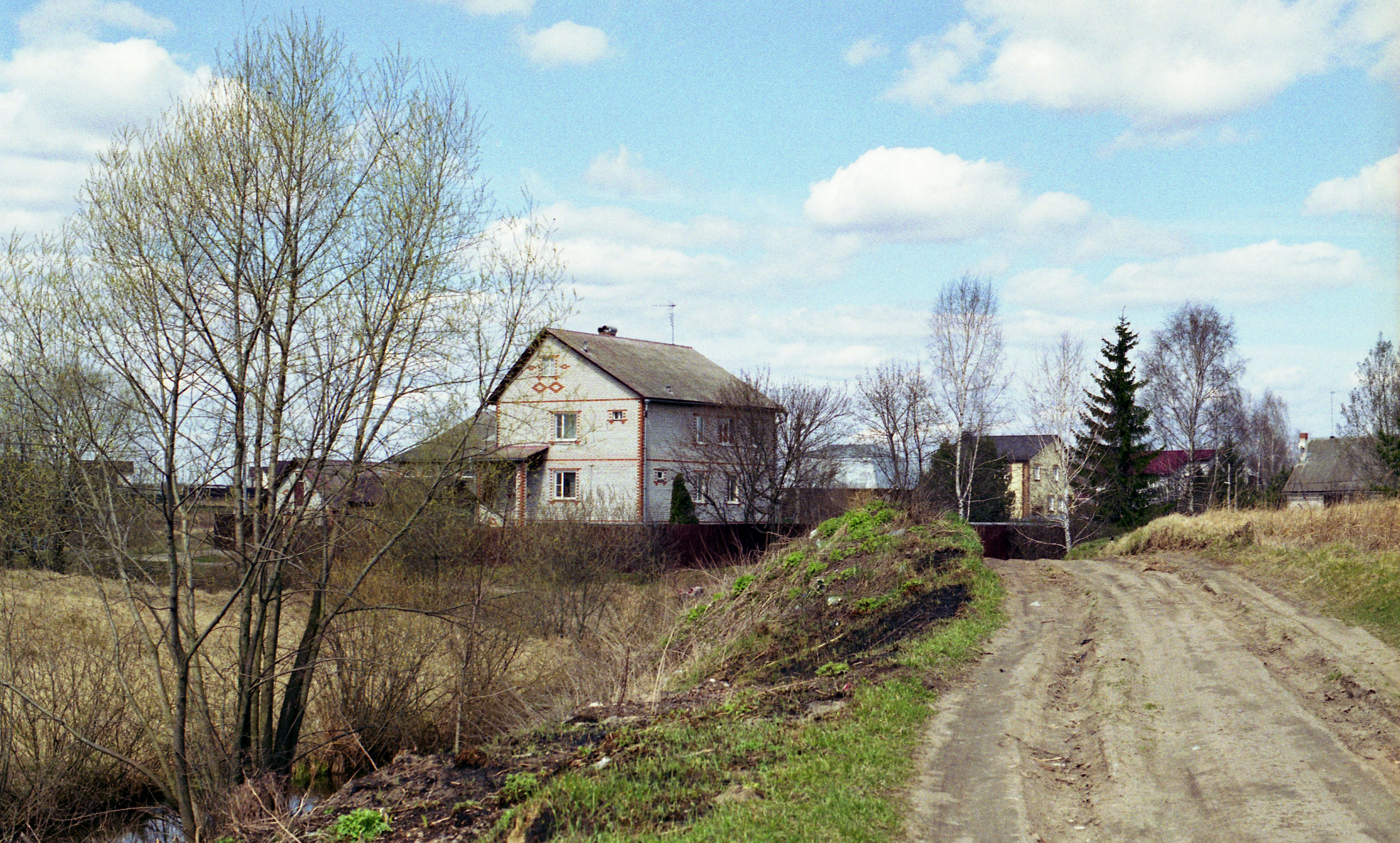
Улица Новостройка (2020)

## Население
| 1926 | 2002 | 2010 |
| ---- | ---- | ---- |
| 567  | ↘439 | ↗484 |

## Достопримечательности
Река Гжелка, река Донинка, комплекс прудов рыбного хозяйства «Гжелка», завод минеральных вод «Берегиня», санаторий «Раменское».

## Транспорт
- Автобус № 47 от станции Раменское.

- Пешком около 3-х км от ж/д станции «Совхоз».

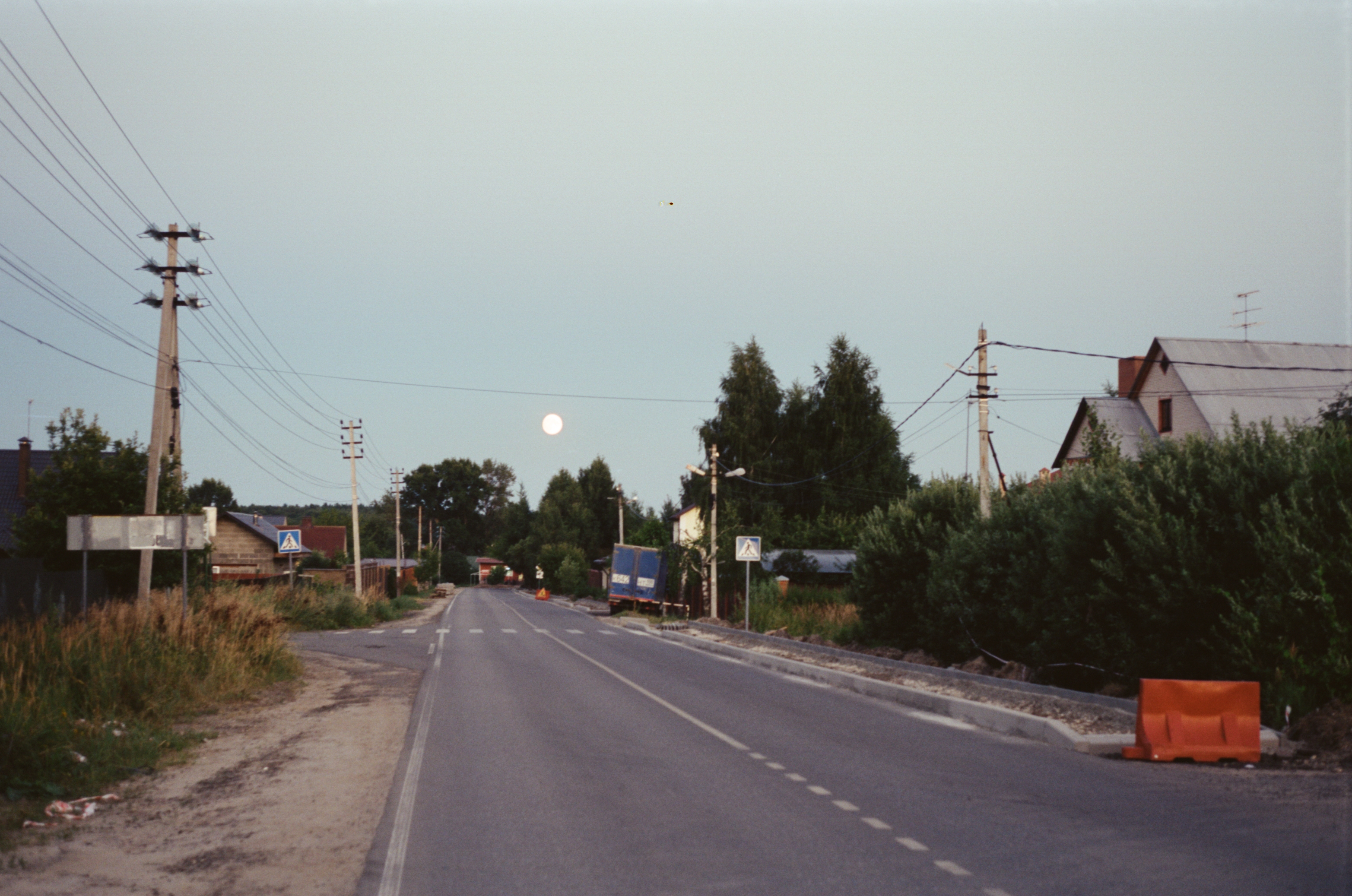
Старково, Раменский округ. Прокладка тротуаров в 2021 году